# Pseudophryne corroboree
Pseudophryne corroboree  (жаба несправжня) — представник ряду безхвостих. Іноді її називають яскравою несправжньою жабою. Є два підвиди — Південна несправжня жаба та Північна жовта жаба.

## Опис
На спині має поздовжні чорні смуги, які чергуються з блискучими жовтими.

## Спосіб життя
Полюбляє калюжі, болота, мокрі пасовиська. Харчуються комахами, рослинною їжею. Живе в альпійському поясі. Багато місяців перебуває у зимовій сплячці.
Статева зрілість настає у 4 роки. Самці будують гнізда й змагаються за самок у грудні. Несправжні жаби полігамні. На початку сезону розмноження, самець, що має розмір п'ятикоппічної монети, будує біля води гніздо з моху. Він закликає самок, співаючи довгі «серенади». Ікрометання відбувається в період — літо-осінь. Самка відкладає за один раз 20-38 яєць, які самець вкриває спермою і продовжує закликати самок. Їх може бути в нього до десяти за сезон. Якщо яєць дуже багато, самець будує друге гніздо. Потім він залишається у гнізді 6-8 тижнів, поки воно не буде затоплене осінніми та зимніми дощами. Пуголовки розвиваються у 4-6 місяців.
Для самозахисту ці жаби виробляють алкалоїд, які міститься у її шкірі. Це допомагає захищатися від хижаків.

## Розповсюдження
Мешкає на невеличкій території півдня штату Новий Південний Уельс, а також у штаті Вікторія.

## Охоронні заходи
Цей вид є на межі зникнення. В дикій природі залишилось близько 50 особин. Ареали їхнього проживання знищуються лісовими пожежами. Багато представників виду гинуть від хітридомікозу, не досягаючи статевої зрілості.
2014 року в межах програм розмноження у Мельбурнському зоопарку та зоопарку Таронга в Сіднеї, до гнізд було покладено сотні яєць.